# Ostabat-Asme
Ostabat-Asme település Franciaországban, Pyrénées-Atlantiques megyében. Lakosainak száma 224 fő (2022. január 1.). Ostabat-Asme Orsanco, Arhansus, Juxue, Lantabat, Larceveau-Arros-Cibits és Uhart-Mixe községekkel határos.

## Népesség
A település népességének változása:
| Lakosok száma | 201  | 196  | 194  | 194  | 195  | 205  | 214  | 224  |
|               | 2013 | 2015 | 2017 | 2018 | 2019 | 2020 | 2021 | 2022 |